# أبل إيه 14
أبل إيه 14 بيونيك (بالإنجليزية: Apple A14 Bionic)‏ هو عبارة عن نظام 64 بت على رقاقة (SoC)، صممته شركة أبل، يدعم الجيل الرابع من آي باد آير والجيل العاشر من آي باد، وكذلك آيفون 12 وآيفون 12 ميني، 12 برو و12 برو ماكس، وتذكر الشركة أن وحدة المعالجة المركزية (CPU) تؤدي أداءً أسرع بنسبة تصل إلى 40٪ من أبل إيه 12، في حين أن وحدة معالجة الرسومات (GPU) أسرع بنسبة تصل إلى 30٪ من إيه 12.